# Sztandar Wolności
Sztandar Wolności – radziecki polskojęzyczny dziennik o profilu społeczno-politycznym, literackim i ekonomicznym, organ Komitetu Centralnego Komunistycznej Partii (bolszewików) Białorusi, ukazujący się od października 1940 do czerwca 1941 roku w Mińsku.

## Historia
Pismo powstało z inicjatywy Komitetu Centralnego Komunistycznej Partii (bolszewików) Białorusi. Stanowić miało jego organ skierowany do Polaków i polskojęzycznej ludności Białoruskiej SRR, głównie do mieszkańców ziem północno-wschodnich II Rzeczypospolitej włączonych w jej skład w 1939 roku. Jego celem miało być przybliżenie i ukazanie w pozytywnym świetle „radzieckiej rzeczywistości”. Dziennik wydawany był w Mińsku, codziennie od 1 października 1940 do 21 czerwca 1941 roku. Ogółem ukazało się 220 numerów.

## Redakcja i współpracownicy
Redaktorem naczelnym był Stefan Majchrowicz, Polak ze Słucczyzny, pisarz i krytyk literacki. W skład kolegium redakcyjnego wchodzili: Konstanty Anzelm, Janina Broniewska, Teofil Głowacki, Zygmunt Leśniewski, Stefan Majchrowicz, Bazyli Samucin i Jadwiga Sawicka. W redakcji pracowali polscy literaci: M. Wierna, S. Wierbłowski, B. Dróżdż, A. Degal, Ju. Kowalski, F. Papliński, a także białoruscy dziennikarze: S. Patrasionak, Ł. Proksza, F. Staniszeuski. Redaktorami byli działacze ruchu komunistycznego: Czesław Skoniecki jako zastępca sekretarza odpowiedzialnego, Jakub Berman jako kierownik działu listów oraz Lucjan Partyński. Wśród współpracowników gazety znalazł się także G. Dembinski.

## Tematyka
Na łamach pisma poruszano tematykę bieżących wydarzeń politycznych i ekonomicznych, sytuacji międzynarodowej, publikowano oficjalne dokumenty, propagandę na temat życia w ZSRR. Ukazywały się korespondencje z terenu, przede wszystkim z Białostocczyzny i Grodzieńszczyzny. Wiele miejsca poświęcano literaturze, publikowano utwory polskich i białoruskich pisarzy, recenzje książek i artykuły o tematyce artystycznej. Poruszano tematykę historii Polski, zwłaszcza najdawniejszej, a także okresu powstań w kontekście walki ludu polskiego przeciwko uciskowi. Stałą rubryką była „Stronica Pionierska”.

## Literatura dodatkowa
- Biełorusskaja SSR – kratkaja encykłopiedija. T. 3. Mińsk: 1980, s. 556. (ros.).